# Nothing's all Bad
Nothing's all Bad (Smukke mennesker) è un film del 2010 diretto da Mikkel Munch-Fals.